# Laurent Obertone
Ne doit pas être confondu avec Overton.
Laurent Obertone, né le 10 avril 1984 dans le Jura, est un journaliste, romancier, et essayiste français, de la mouvance du libertarianisme conservateur proche de l'extrême droite.
Ses thèses sont influentes dans les milieux d'extrême droite,,,, de droite,,, et jusqu'à certains ministres des gouvernements Philippe et Castex,.
Ses livres La France Orange mécanique, La France Big Brother et La France interdite rencontrent un succès, tout en étant l'objet de vives critiques de la part de médias[réf. nécessaire].

## Biographie
Né dans le Jura le 10 avril 1984, Laurent Obertone, pseudonyme d'un auteur dont l'identité réelle n'est pas connue du grand public, est fils d'agriculteur. Il est diplômé d'anthropologie, puis de l'École supérieure de journalisme de Lille dans la filière presse hebdomadaire régionale.
Durant plusieurs années, il est journaliste spécialisé dans les faits divers pour un hebdomadaire régional d'informations généralistes, avant de démissionner pour rédiger son premier livre. À partir de 2010, il signe des articles sur le webmagazine Ring, dirigé par David Kersan.
En 2010, il fait partie des trois invités qui accompagnent Michel Houellebecq à l'occasion du dîner intime donné par le président de la République Nicolas Sarkozy au palais de l'Élysée, en l'honneur du prix Goncourt reçu par Houellebecq : ce dernier présente alors Laurent Obertone comme « le grand polémiste de demain ».
En août 2020, à la suite des parlementaires des Républicains François-Xavier Bellamy, Laurent Wauquiez, Bruno Retailleau ou Éric Ciotti, les ministres de l’Intérieur Matthias Fekl et Gérald Darmanin ont repris à leur compte sa vision polémique d’un « ensauvagement » de la France, tout comme la ministre et militante féministe Marlène Schiappa. En décembre 2020, le président de la République Emmanuel Macron a lui-même dénoncé les « gens ensauvagés » qui s'en prennent aux policiers lors des manifestations.

### Activité littéraire
L'auteur explique la parution de son essai contesté et controversé, La France Orange mécanique, par deux raisons : le nombre de faits divers qu'il a connus dans ses quelques années de carrière, et le mauvais traitement qui en serait fait par la presse, « les journalistes étant quasiment tous de gauche - y compris ceux du Figaro ». L'ouvrage est un succès en librairie malgré sa manipulation des chiffres. L'essai est critiqué notamment par Laurent Ruquier et Aymeric Caron dans On n'est pas couché, par L'Express et Mediapart,.
Son deuxième livre, intitulé Utøya est consacré à Anders Behring Breivik, terroriste norvégien d'extrême droite responsable des attentats du 22 juillet 2011, qui a assassiné 77 personnes.
Son troisième essai, La France Big Brother est un pamphlet contre les médias. Laurent Obertone s'en prend à « la République des écrans », dénonçant la « domestication » des Français — concept déjà formulé par Jean-Edern Hallier dans son roman L'Évangile du fou —,[réf. nécessaire]. Cet ouvrage est qualifié de « pamphlet réactionnaire et sexiste ».
En 2016, son livre Guérilla, est mis en avant dans des publicités Amazon sur le site d'extrême droite Fdesouche; Laurent Obertone est décrit par France Soir comme « adepte de la théorie du Grand Remplacement, publié aux éditions Ring ».
En 2017, dans Le Diable du ciel, il raconte l'histoire vraie du pilote d'avion allemand qui a volontairement précipité son avion sur les Alpes se tuant et tuant les 149 autres personnes à bord.
En septembre 2018, il publie La France interdite, dont Checknews de Libération dément la fausseté des propos d'Obertone sur l'opacité des chiffres français concernant le nombre des enfants (et petits-enfants) d'immigrés.
En 2022, il lance avec Papacito et Marsault la revue La Furia, magazine d'extrême droite. Il y publie des articles sur des sujets politiques.

## Usage d'un pseudonyme
Laurent Obertone fait usage d'un pseudonyme et ne révèle pas son identité : l'auteur explique avoir voulu « protéger sa famille des menaces de mort ». Il précise dans le Figaro magazine : « Compte tenu des sujets que j'aborde, je suis partisan de n'y mêler que moi et de préserver la tranquillité de ma famille », ajoutant que ce « droit » est « défendu par la loi ».
De son côté, Mediapart affirme que sous ce pseudonyme se cache un ancien blogueur de la « réacosphère », rédigeant des articles sous les noms d'« Ubiquiste » et de « Pélicastre Jouisseur », et auteur en février 2011 d'un « manifeste raciste » intitulé Le Manifeste Nauséabond,.
Laurent Obertone nie ces affirmations, et attaque Mediapart en justice en mars 2013 pour diffamation. Selon Mediapart, l'auteur se serait désisté de ce procès en septembre 2015 pour « raisons personnelles ». Laurent Obertone dit de son côté avoir mis un terme à « toutes ses actions judiciaires », notamment « par volonté libertarienne ».

## Orientation politique
Dans ses interviews, Laurent Obertone, pour qui « il faut cesser de tout attendre de l’État, d’un messie, d’un vote ou d’un parti », rejette toute implication politique, et prône la responsabilité individuelle.
Selon la chroniqueuse Guillemette Faure, lors d’une conférence tenue en octobre 2018, Laurent Obertone déconseille l’utilisation du terme « Français de souche » car les personnes désignées par cette expression, selon lui, seront bientôt minoritaires. Il relie l’immigration à la montée de l’insécurité, aux maladies et à la baisse du QI des Français. Il fustige le vivre-ensemble selon lui imposé par un formatage de « médias comme Le Monde que personne ne lit » mais soutient l’extrême droite sur Internet comme TV Libertés, critique le pape François, cite Charles Maurras, acclame le succès d’Éric Zemmour et espère « que la France ait un Trump ou un Salvini ». Il soutient les implantations de lieux d’extrême droite et identitaires. En décembre 2018, Laurent Obertone participe à un colloque du parti d'extrême droite Rassemblement national sur « l'ensauvagement de la société ».
Selon le journaliste Bastien Hugues, de France Info, si Laurent Obertone « journaliste fétiche du FN » nie être raciste, il soutient que la criminalité est liée à l'immigration et à « certaines communautés » – sous-entendu « communautés africaines » pas « adaptées », de par « leur culture et leur histoire », « au mode de vie occidental ». Il rejette l'antiracisme, le multiculturalisme et le "droit-de-l'hommisme" et considère que « la France attache plus d'importance aux agressions commises à l'encontre des musulmans ou des juifs qu'aux actes de violence contre des "Français de souche" », opinions qui lui valent le soutien de Marine Le Pen, Éric Zemmour, Robert Ménard et Bruno Gollnisch et de l’extrême droite sur Internet tel que Novopress, Fdesouche, ou Riposte laïque. La préface de son livre La France Orange mécanique a été rédigée par Xavier Raufer, criminologue et ancien membre des mouvements d'extrême droite Occident et Ordre nouveau et qui est cité plusieurs fois dans l'ouvrage.
Toujours selon Bastien Hugues, Laurent Obertone nie tout engagement politique mais loue Jean-Marie Le Pen et trouve que le programme de Marine Le Pen, en dehors de la partie sécurité et immigration, « relève du gauchisme social, l'origine de beaucoup de nos maux ». Il accuse les journalistes d'être « quasiment tous de gauche », Le Figaro inclus, et de diffuser la pensée unique et la bien-pensance.
En 2023, il est l'invité d'honneur de l'université d’été du parti d’extrême droite Reconquête.

## Publications

### Essais
- La France Orange mécanique, Paris, Éditions Ring, coll. « Documents », 2013, 349 p.  (ISBN 9791091447034) (BNF 43517148)
- Utøya, Paris, Éditions Ring, coll. « Murder Ballads », 2013, 428 p.  (ISBN 9781091447080) (BNF 43670549)[37]
- La France Big Brother, Paris, Éditions Ring, coll. « Documents », 2015, 360 p.  (ISBN 9791095776017) (BNF 44260659)[38]
- Le Diable du ciel, Paris, Éditions Ring, coll. « Ring noir », 2017, 280 p.  (ISBN 9791091447683) (BNF 45356036) (sur le vol 9525 Germanwings)
- La France interdite, Paris, Éditions Ring, coll. « Document », 2018, 531 p.  (ISBN 9791091447812) (BNF 45584812)
- Éloge de la force : Renverser l'histoire, Paris, Éditions Ring, 2020 227 p.  (ISBN 9782379340048) (BNF 46671064)
- Game Over: La révolution antipolitique, Paris, Éditions Magnus, 2022, 208 p.  (ISBN 9782384220007) (BNF 47001398)
- Raisonnablement sexiste : remettre les hommes et les femmes à leur place, Éditions Magnus, 2023, 288 p.  (ISBN 9782384220281) (BNF 47408280)
- Guerre: un combat dont vous êtes enfin le héros, Éditions Magnus, 2024, 254 p.  (ISBN 978-2384220618)

### Romans
- Guérilla : Le jour où tout s'embrasa, Paris, Éditions Ring, coll. « Ring blanche » , 2016, 414 p.,  (ISBN 9791091447492) (BNF 47196554)
- Guérilla : Le temps des barbares, Paris, Éditions Ring, 2019 493 p.,  (ISBN 9782384220076) (BNF 47162936)[39]
- Guérilla : le dernier combat, Editions Magnus, 2022 414 p.,  (ISBN 9782384220083) (BNF 47162923)

### Préfaces
- Nicolas Lévine, Incident, Paris, Éditions Ring, 2020  (ISBN 9782379340079) (BNF 46675682)
- Thomas Sowell, Intellectuels et Race: Leurs manipulations révélées, Éditions Résurgences, 2021  (ISBN 9798544015031)
- Piero San Giorgio, Survivre à la peur - Tome 1, Culture & Racines, 960 p., 2024  (ISBN 9782491861438)